# Финляндия на Европейских играх 2019
На Европейских играх 2019 в Минске Финляндия была представлена в 12 видах спорта 37-ю спортсменами.

## Медали
| Золото |                |                                                     |         |
| №      | Спортсмены     | Вид спорта (дисциплина)                             | Дата    |
| 1      | Мира Потконен  | Бокс (до 60 кг, женщины)                            | 30 июня |
| 2      | Эмиль Соравуо  | Спортивная гимнастика (вольные упражнения, мужчины) | 30 июня |
| Бронза |                |                                                     |         |
| №      | Спортсмены     | Вид спорта (дисциплина)                             | Дата    |
| 1      | Титта Кейнянен | Карате (свыше 68 кг, женщины)                       | 29 июня |